# Olympische Jugend-Sommerspiele 2014/Teilnehmer (Niger)
| Gelbes Symbol für Goldmedaillen mit stilisierten Olympischen Ringen | Graues Symbol für Silbermedaillen mit stilisierten Olympischen Ringen | Braundes Symbol für Bronzemedaillen mit stilisierten Olympischen Ringen |
| ------------------------------------------------------------------- | --------------------------------------------------------------------- | ----------------------------------------------------------------------- |
| —                                                                   | —                                                                     | —                                                                       |

Die Jugend-Olympiamannschaft aus Niger für die II. Olympischen Jugend-Sommerspiele vom 16. bis 28. August 2014 in Nanjing (Volksrepublik China) bestand aus vier Athleten.

## Athleten nach Sportarten

### Fechten
Jungen
- Ibrahim Djibo Hassane
Degen Einzel: 12. Platz

### Judo
Mädchen
- Hassiatou Yahaya Aboubacar
Klasse bis 63 kg: 13. Platz
Mixed: 9. Platz (im Team Tani)

### Leichtathletik
Mädchen
- Mariama Mamoudou Ittatou
800 m: DNS
8 × 100 m: 32. Platz

### Taekwondo
Jungen
- Bachirou Tourey Gabey Mahamadou
Klasse bis 55 kg: 9. Platz